# Mariana Simionescu

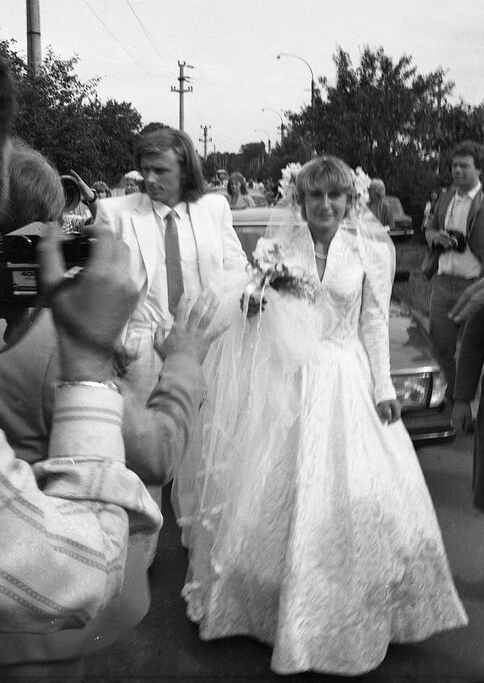
Mariana Simionescu och Björn Borg 1980.

Mariana Simionescu, född 27 november 1956 i Târgu Neamț, Rumänien, är en rumänsk högerhänt tennisspelare, gift med Björn Borg 1980-1984.

## Tenniskarriären
Mariana Simionescu var professionell tennisspelare under andra halvan av 1970-talet. Hon var efter landsmaninnan Virginia Ruzici en av Rumäniens främsta tennisspelare under perioden. Hon vann en professionell singeltitel, i Japan Open Tennis Championships 1980. I finalen besegrade hon australiskan Nerida Gregory med slutresultatet 6-4, 6-4. Hon spelade för övrigt en singelfinal, som hon förlorade mot Ruzici (South Orange Classic, 1975). I Grand Slam-turneringar nådde hon 1977 sextondelsfinal i Wimbledonmästerskapen. Hon ställdes där mot den blivande slutsegraren, brittiskan Virginia Wade, som vann med 9-7, 6-3.

### Fed Cup
Mariana Simionescu deltog i det rumänska Fed Cup-laget  under perioderna 1973-75 och 1978-79. I lagtävlingen spelade hon totalt 20 matcher av vilka hon vann 13. 
I maj 1974 spelade det rumänska laget mot ett lag från Sverige i ett andrarondsmöte. I dubbelmatchen spelade Simionescu tillsammans med Virginia Ruzici. Paret besegrade det svenska paret Christina Sandberg/Mimmi Wikstedt  med 7-5 6-4. Rumänien vann hela mötet med 2-1 i matcher.

### Dubbeltennis
Sin största framgång i dubbel noterade Simionescu tillsammans med Virginia Ruzici 1976 i Italienska öppna. Paret nådde finalen där de mötte det sydafrikanska paret Ilana Kloss/Linda Boshoff. Rumänskorna förlorade matchen med 1-6, 2-6.

## I populärkulturen
I långfilmen Borg från 2017 spelas Mariana Simionescu av den svenska skådespelerskan Tuva Novotny. 